# Framboisier (pâtisserie)
Pour les articles homonymes, voir Framboisier (homonymie).

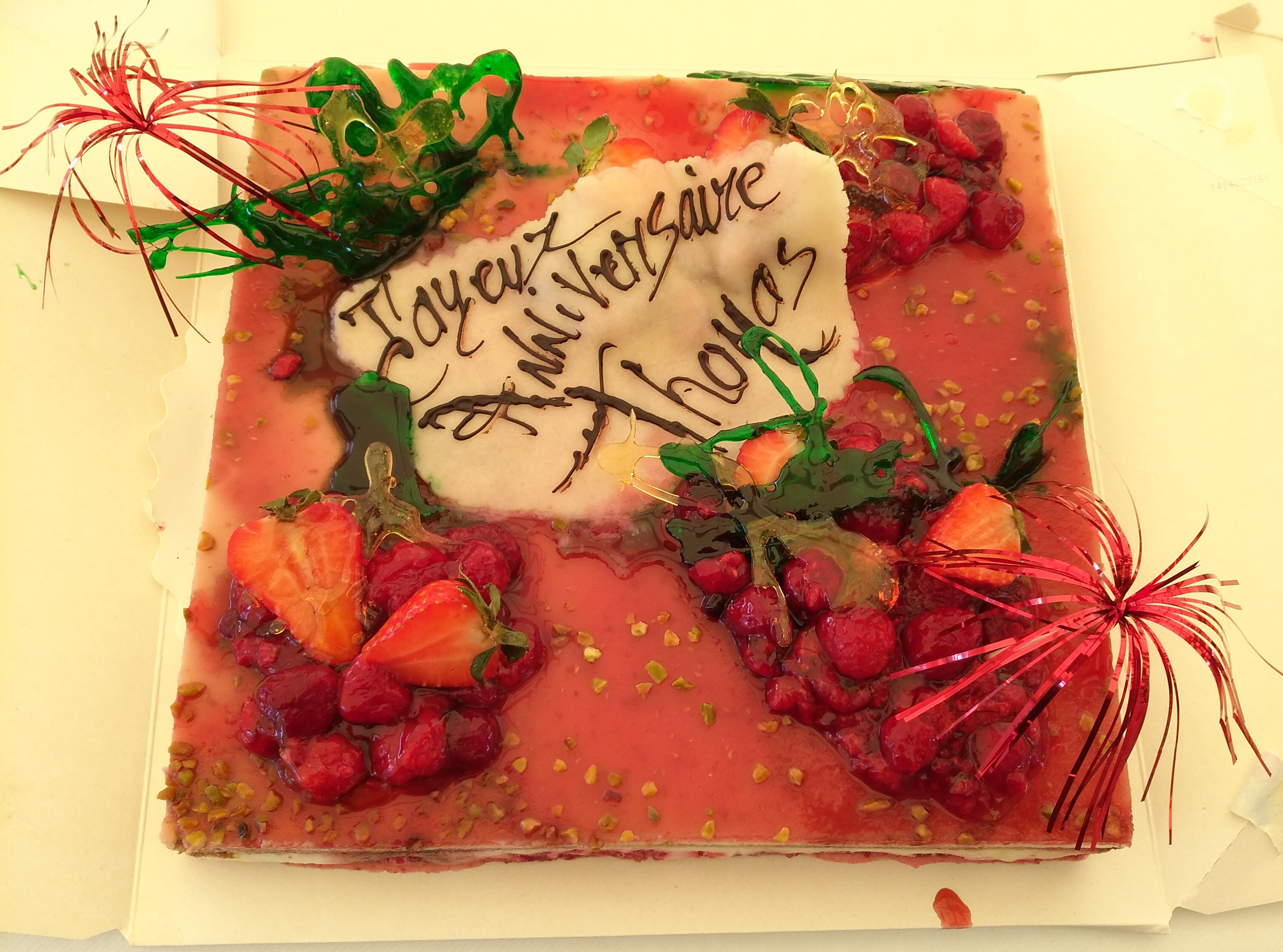
Un framboisier signé "Joyeux Anniversaire Thomas".

Le framboisier est une pâtisserie à base de framboise, de génoise et de crème.